# Felicjan Konstanty Szaniawski
Felicjan Konstanty Szaniawski (Posteniecz, 24 de novembro de 1668 – Lipowiec, 2 de julho de 1732), foi um bispo católico da Polônia.

## Biografia[1]
Foi um apoiador de Augusto, o Forte, e em 1709 o pressionou a anular a sua renúncia à coroa. Foi bispo da Cujávia de 1706 a 1720, e depois foi bispo de Cracóvia de 1706 a 1732.

## Genealogia episcopal e sucessão apostólica
Sua genealogia episcopal é:
- Cardeal Scipione Rebiba
- Cardeal Giulio Antonio Santori
- Cardeal Girolamo Bernerio, OP
- Bispo Cláudio Rangoni
- Arcebispo Wawrzyniec Gembicki
- Arcebispo Jan Wężyk
- Bispo Piotr Gembicki
- Bispo Jan Gembicki
- Bispo Bonawentura Madaliński
- Bispo Jan Małachowski
- Arcebispo Stanisław Szembek
- Bispo Felicjan Konstanty Szaniawski

A sucessão apostólica é:
- Bispo Andrzej Stanisław Załuski (1724)
- Bispo Michał Delamars (1725)